# Entwicklungsbeeinträchtigung
Mit Entwicklungsbeeinträchtigung ist gemeint, dass die Entwicklungsfähigkeit und die Entwicklungsmöglichkeiten eines Menschen aus bestimmten Gründen beeinträchtigt sind. Die Gründe können im somatischen oder im psychischen Bereich liegen. Sie können aber auch im sozialen Bereich liegen, beim betroffenen Menschen oder bei seiner Umwelt. Hier schließt dieser Begriff grundsätzlich an die Begriffe der (beeinträchtigten) Aktivität und Partizipation von Menschen an, wie diese in der Internationalen Klassifikation der Funktionsfähigkeit, Behinderung und Gesundheit (ICF) der Weltgesundheitsorganisation (WHO) definiert sind (vgl. ICF 2004: 94ff.).
In Abgrenzung zu den Begriffen „Behinderte/r“ oder „Mensch mit Behinderung“ steht der Begriff „Mensch mit Entwicklungsbeeinträchtigung“ für das Anliegen an eine ganzheitliche Sicht des Menschen und seiner Entwicklung. Hinter diesem Begriff steht die Ansicht und das Wissen, dass sich jeder Mensch ein Leben lang entwickelt, in verschiedenen körperlichen, geistig-seelischen und sozialen Prozessen. Diese lebenslange Entwicklung ist allen Menschen gemeinsam, sie kann nicht aufgehalten werden, unabhängig davon, ob jemand zum Beispiel eine körperliche Schädigung hat oder in seiner Wahrnehmung beeinträchtigt ist. Wichtig bei einer Entwicklung ist, dass diese immer in der Interaktion eines Menschen mit sich selber und der Umwelt stattfindet.
Entsprechend dem Begriff Entwicklungsbeeinträchtigung beschreibt der Begriff „schwere oder schwerere Entwicklungsbeeinträchtigung“ den Umstand, dass die Entwicklungsfähigkeit oder -möglichkeiten eines Menschen schwer beeinträchtigt sind. Dies kann als Ursache haben, dass mehrere zentrale Entwicklungsdimensionen (zum Beispiel  der Bewegungsapparat, die Kognition, die Wahrnehmung oder die Sprache) wegen spezifischer Schädigungen beeinträchtigt sind und dass dementsprechend das Entwicklungspotenzial eines Menschen erheblich gemindert wird. Es ist möglich, dass ein Mensch wegen spezifischen Behinderungen und den daraus folgenden Partizipationseinschränkungen zusätzlich in seiner Entwicklung beeinträchtigt wird. Es ist unbestritten, dass schwere Entwicklungsbeeinträchtigungen einen erheblichen Hilfebedarf verursachen (vgl. Oberholzer 2005: 48f.). 